# 勿来地区
勿来地区（なこそちく）は、福島県いわき市の最南部に位置し、茨城県との境界にあたる地区。
旧・勿来市に相当し、より限定的には、常陸国（茨城県）と陸奥国（福島県浜通り）の境であった勿来関のみを「勿来」と呼ぶ場合もある。現在の勿来地区の大字である勿来町（なこそまち）については当該項目を参照。

## 地理
市の最南端部に位置し北茨城市との県境に接し、東側は太平洋沿岸で気候は温暖である。地区内は、植田地域・錦地域・勿来地域・川部地域・山田地域の5地域で形成される。
勿来地区内の中心駅である勿来駅前が、東京と仙台からの等距離地点で、双方からの距離は177kmである。茨城県との境界には断崖が立っており、断崖の北側に平地が広がっている。
- 河川
  - 鮫川 - 東白川郡鮫川村を源流とし、地区中央を流れて太平洋へ注ぐ[1]。
  - 蛭田川 - 地区南部を流れ、鮫川とともに広い沖積地を形成する[1]。
- 海岸
  - 菊多浦 - この海岸の一部が勿来海水浴場である。

## 歴史
- 勿来地区の歴史については、勿来市#歴史を参照。
- 戊辰戦争における勿来での戦闘については、磐城の戦いを参照。

かつては常磐炭田の炭鉱の町として栄えたが、1966年の大日本炭砿勿来鉱の閉山によりその歴史を終えた。工場誘致は1935年の昭和人絹錦工場（現：クレハいわき事業所）が嚆矢であり、平坦な地形を活かして商工業の振興が進められている。
生活圏としては、隣接する小名浜地区との結びつきが強い。同じく市内南部の太平洋沿岸部に位置し、JR常磐線や常磐自動車道、国道6号で結ばれている。

## 学校

### 高等学校
- 福島県立磐城農業高等学校
- 福島県立勿来高等学校
- 福島県立勿来工業高等学校

### 中学校
- いわき市立勿来第一中学校
- いわき市立勿来第二中学校
- いわき市立植田中学校
- いわき市立植田東中学校
- いわき市立錦中学校
- いわき市立川部中学校

### 小学校
- いわき市立勿来第一小学校
- いわき市立勿来第二小学校
- いわき市立勿来第三小学校
- いわき市立植田小学校
- いわき市立菊田小学校
- いわき市立錦小学校
- いわき市立錦東小学校
- いわき市立川部小学校
- いわき市立汐見が丘小学校

## 施設
公共施設
- いわき市役所 勿来支所
- いわき市こども元気センター
- いわき南警察署
- 勿来消防署
- いわき市勿来関文学歴史館

発電所
- 常磐共同火力 勿来発電所

事業所
- クレハいわき事業所[2] - 呉羽総合病院が隣接する。
- 日本製紙勿来工場

商業施設
- ヨークベニマル
  - ヨークタウン勿来 - ヨークベニマル勿来江栗店を核店舗とするショッピングセンター
  - ヨークベニマル植田店
- マルト - 本社を勿来町窪田に置く[3]
  - マルトSC窪田店
  - マルト勿来駅前店
  - マルト東田店
  - マルト錦店

## 観光地
- 勿来関跡
- 勿来海水浴場

## 交通

### 鉄道
- 東日本旅客鉄道 常磐線：勿来駅、植田駅

### バス
- 新常磐交通 - いわき中央営業所が担当する。路線の詳細は当該記事を参照。

### 道路
- 常磐自動車道：いわき勿来IC
- 国道6号
  - 平潟トンネル（茨城県と浜通りの境）
  - 常磐バイパス
- 国道289号